# デスティネーション・エニィホエア
『デスティネーション・エニィホエア』（Destination Anywhere）はアメリカ合衆国のロックバンド、ボン・ジョヴィのボーカリストジョン・ボン・ジョヴィが1997年に発売した2枚目のソロ・スタジオ・アルバム。

## 概要
前作『ブレイズ・オブ・グローリー』より約七年ぶりである。
前作や過去のボン・ジョヴィのアルバムと比べると、全体的におとなし目の楽曲が収録されており、ジョンのボーカルのキーも低いものとなっている。

## 曲目
1. クイーン・オブ・ニューオリンズ - Queen Of New Orleans
2. ジェイニー・ドント・テイク・ユア・ラヴ - Janie, Don't Take Your Love To Town
3. ミッドナイト・イン・チェルシー - Midnight In Chelsea
4. アグリー - Ugly
5. ステアリング・アット・ユア・ウィンドウ - Staring At Your Window With A Suitcase In My Hand
6. ア・ピース・オブ・マイ・ハート - Every Word Was A Piece Of My Heart
7. イッツ・ジャスト・ミー- It's Just Me
8. デスティネイション・エニィホエア - Destination Anywhere
9. ラーニング・ハウ・トゥ・フォール - Learning How To Fall
10. ネイキッド - Naked
11. リトル・シティ - Little City
12. 8月7日4時15分 - August 7, 4:15
13. コールド・ハード・ハート［デモ］ - Cold Hard Heart [Demo] ※
14. アイ・トーク・トゥ・ジーザス［デモ］- I Talk To Jesus [Demo]　※

※日本盤ボーナス・トラック 